# Trichogramma kalkae
Trichogramma kalkae är en stekelart som beskrevs av Schulten och Feijen 1978. Trichogramma kalkae ingår i släktet Trichogramma och familjen hårstrimsteklar.
Artens utbredningsområde är:
- Malawi.
- Togo.

Inga underarter finns listade i Catalogue of Life.